# Jan Zahradil
Jan Zahradil (ur. 20 marca 1963 w Pradze) – czeski polityk, były poseł, deputowany do Parlamentu Europejskiego V (w 2004), VI, VII, VIII i IX kadencji, przewodniczący Partii Europejskich Konserwatystów i Reformatorów.

## Życiorys
W 1987 ukończył studia w Wyższej Szkole Chemiczno-Technologicznej w Pradze. Do 1992 zajmował się działalnością badawczo-naukową. W latach 1990–1992 sprawował mandat posła do Zgromadzenia Federalnego Czeskiej i Słowackiej Republiki Federalnej. Pełnił funkcję doradcy premiera ds. polityki zagranicznej.
Od 1998 do 2004 był deputowanym do czeskiej Izby Poselskiej z ramienia Obywatelskiej Partii Demokratycznej. Zajmował m.in. stanowisko wiceprzewodniczącego parlamentarnej Komisji Integracji Europejskiej, reprezentował Czechy w Konwencie Unii Europejskiej.
Od maja do lipca 2004 był europosłem V kadencji w ramach delegacji krajowej. W wyborach w 2004 z listy ODS uzyskał mandat posła do Parlamentu Europejskiego VI kadencji, wszedł w skład prezydium grupy EPP-ED, pracował w Komisji Rozwoju. W wyborach w 2009 z powodzeniem ubiegał się o reelekcję. W 2011 był przewodniczącym frakcji Europejskich Konserwatystów i Reformatorów w Parlamencie Europejskim. Ponadto objął przewodnictwo w powołanej w 2009 międzynarodowej partii AECR, którą kierował do 2020.
W 2014 i 2019 ponownie wybierany na eurodeputowanego.